# Cyminae
Sous-famille
Taxons de rang inférieur
- Cymini

Les Cyminae sont une sous-famille d'insectes de l'ordre des hémiptères, du sous-ordre des hétéroptères (punaises) et de la famille des Cymidae.

## Liste des genres
- Cymodema
- Cymus
- Nesocymus